# Malta en los Juegos Olímpicos de Moscú 1980
Malta estuvo representada en los Juegos Olímpicos de Moscú 1980 por ocho deportistas, siete hombres y una mujer, que compitieron en tres deportes.
El portador de la bandera en la ceremonia de apertura fue el tirador Frans Chetcuti. El equipo olímpico maltés no obtuvo ninguna medalla en estos Juegos.